# 田中融二
田中 融二（たなか ゆうじ、1926年10月18日 - 1998年5月12日）は、日本の翻訳家。東京・千駄ケ谷生まれ。

## 略歴
大学予科から海軍予備学校生徒となり、東京大空襲で父を、広島の原爆で母を失い、敗戦後に一橋大学卒業。
1952年日本新聞協会、1963年ダイヤモンド・タイムに勤務。さまざまな職業に就きつつ翻訳をし1953年「ソビエト無銭旅行」で翻訳家としてデビュー。1957年沼田茂の名で「或る遺書」により文学界新人賞受賞。小説は翌年「鶏」を『文學界』に発表したのみで、以後翻訳家として生計を立てる。推理もの、SF、ビジネスものなど多数を翻訳、E・S・ガードナー、レン・デイトンなどが多かった。
最後はがんを宣告され、北海道の小樽で自動車に排気ガスを引き込んで自殺した。親友の宮田昇に予告していたという（宮田『戦後「翻訳」風雲録』）。

## 翻訳
- 『ソヴィエト無銭旅行』（T・ウィットリン、法政大学出版局） 1953
- 『ローゼンバーグ夫妻事件 虚構か直実か』（S・A・ファインバーグ編著、法政大学出版局） 1953
- 『アメリカはひとりぼっち』（L・バルジーニ、法政大学出版局） 1954
- 『泥棒成金』（デヴィッド・ドッヂ、早川書房、世界探偵小説全集） 1955
- 『灰色の服を着た男』（スローン・ウイルスン、早川書房） 1956
- 『愛と抵抗の遺書』（キム・マルテ＝ブルーン、河出新書） 1956
- 『ハリーの災難』（J・T・ストーリイ、早川書房） 1956
- 『土星の環の秘密』（ウォルハイム、銀河書房、少年少女科学小説選集） 1956
- 『たつた二人の大西洋 ハーフ・セーフ号』（ベン・カーリン、大日本雄弁会講談社、世界の人間記録） 1957
- 『少年少女世界の旅 イタリア編』（デビッド・レイモンド、保育社） 1958
- 『土星へいく少年』（ウォルハイム、講談社、少年少女世界科学冒険全集） 1958
- 『曲線美にご用心』（A・A・フェア、早川書房、世界探偵小説全集） 1958
- 『南極大陸 人間の記録』（ウオルター・サリヴァン、講談社） 1958
- 『星に憑かれた男』（フレドリック・ブラウン、講談社、S.F.シリーズ） 1958
- 『あなたを強く美しくするもの』（ドロシー・カーネギー、ダイヤモンド社） 1959、のちサンマーク文庫
- 『南極新婚旅行』（ジュニー・ダーリントン,ジェーン・マキルヴェイン、講談社） 1959
- 『特別料理』（スタンリイ・エリン、早川書房、異色作家短篇集2） 1961
- 『野球天国』（ハーマン・メイジン、河出書房新社） 1961
- 『宇宙の戦士』（ロバート・A・ハインライン、早川書房） 1961（S-Fマガジン。抄訳）
- 『少年少女世界の旅 スウェーデン編』（ジョージ・L・プロクター、保育社） 1962
- 『地球の緑の丘』（ロバート・A・ハインライン、早川書房、ハヤカワ・SF・シリーズ） 1962
- 『努力しないで出世する方法』（シェパード・ミード、ダイヤモンド社） 1964
- 『天の光はすべて星』（フレドリック・ブラウン、早川書房） 1964、のち文庫
- 『作家となる法』（アースキン・コールドウェル、至誠堂新書） 1965
- 『ヴェトナムの大使』（モーリス・L・ウェスト、河出書房新社） 1966
- 『すれっからし』（カーター・ブラウン、早川書房、世界ミステリシリーズ） 1968
- 『白い大陸 南極探検の二世紀』（ウォルター・サリヴァン、早川書房） 1969
- 『重役室』（キャメロン・ホーリイ、早川書房、ハヤカワ・ビジネス・ノヴェルズ） 1969
- 『リリアン』（イェンス・ビョルネボ、三笠書房）　1971
- 『男と女のあいだ』（ロイス・グールド、早川書房、ハヤカワ・ノヴェルズ） 1972
- 『ダブ号の冒険』（ロビン・リー・グレアム、小学館） 1973
- 『アシモフのミステリ世界』（アイザック・アシモフ、早川書房、ハヤカワ・SF・シリーズ） 1973
- 『自殺志願』（シルビア・プラス、角川書店） 1974
- 『ワトスン博士の未発表手記によるシャーロック・ホームズ氏の素敵な昌険』（故ジョン・H・ワトスン博士、ニコラス・メイヤー編、立風書房） 1975
のちメイヤー著として扶桑社より復刊
- 『脱走の谷』（バリイ・イングランド、早川書房、ハヤカワ・ノヴェルズ） 1975
- 『ナイトムーブス 私立探偵ハリー』（アラン・シャープ、ベストセラーズ） 1976
- 『ウエスト・エンドの恐怖 シャーロック・ホームズ氏の素敵な冒険 PART II』（故ワトスン博士、メイヤー編、立風書房） 1977.6
のち『ウエスト・エンドの恐怖』（ニコラス・メイヤー、扶桑社、扶桑社ミステリー） 1997.5
- 『ウオルナット計画』（ジム・ギャリソン、新潮社） 1977.6
- 『死刑は一回でたくさん』（ダシール・ハメット、講談社文庫） 1979
- 『解決はベッドの中で』（ジャック・T・ストーリィ、文春文庫） 1980
- 『バレンタインの遺産』（スタンリイ・エリン、早川文庫） 1980
- 『殺人よさらば』（ジョン・ラックレス、集英社） 1981.2、のち文庫
- 『ブルガリア特電』（アンソニー・グレイ、文春文庫） 1981
- 『失われた遺産』（ロバート・A・ハインライン、矢野徹共訳、早川文庫） 1982.8
- 『ソーン・バーズ』1－3（コリーン・マッカラ、講談社文庫） 1984
- 『いとしのメアリー』（ラッセル・F・デイビス、集英社文庫） 1984.12
- 『レッド・メッセージ』（ピーター・エイブラハムズ、文春文庫） 1986.12
- 『マージャン・スパイ』（ジョン・トレンヘイル、扶桑社、扶桑社ミステリー） 1988.6
- 『ありあまる殺人』（トマス・チャステイン、早川書房、ハヤカワ・ミステリ） 1990.12
- 『飛行艇クリッパーの客』（ケン・フォレット、新潮文庫） 1993.1
- 『愛を奪った女ベリル・マーカム』（エロル・トレビンスキ、新潮文庫） 1996.2
- 『遺言補足書』（トム・トポール、早川書房） 1997.2
- 『シークレット・サービス』（フィリップ・シェルビー 新潮文庫 1997.8

### E・S・ガードナー作品
- 『日光浴者の日記』（E・S・ガードナー、早川書房） 1955、のち文庫
- 『怪しい花婿』（E・S・ガードナー、早川書房） 1956、のち文庫
- 『転がるダイス』（E・S・ガードナー、早川書房） 1957、のち文庫
- 『長い脚のモデル』（E・S・ガードナー、早川書房） 1960
- 『歌うスカート』（E・S・ガードナー、早川書房） 1961、のち文庫
- 『車椅子に乗った女』（E・S・ガードナー、早川書房） 1961、のち文庫

### レン・デイトン作品
- 『ベルリン・ゲーム』（レン・デイトン、光文社） 1984.11、のち文庫
- 『メキシコ・セット』（レン・デイトン、光文社） 1985.9、のち文庫
- 『ロンドン・マッチ』（レン・デイトン、光文社） 1986.6、のち文庫
- 『ヴィンター家の兄弟』（レン・デイトン、新潮文庫） 1989.11
- 『スパイ・フック』（レン・デイトン、光文社文庫） 1990.3
- 『スパイ・ライン』（レン・デイトン、光文社文庫） 1990.10
- 『スパイ・シンカー』（レン・デイトン、光文社文庫） 1991.9
- 『マミスタ』（レン・デイトン、光文社） 1992.9、のち改題『南米ゲリラマミスタ』（光文社文庫）
- 『黄金の都』（レン・デイトン、光文社文庫） 1994.4
- 『信義 最後のスパイ』（レン・デイトン、光文社文庫） 1996.8
- 『希望 最後のスパイ』（レン・デイトン、光文社文庫） 1997.12
- 『慈愛 最後のスパイ』（レン・デイトン、町田康子共訳、光文社文庫） 1999.1

### ロス・H・スペンサー作品
- 『されば愛しきコールガールよ』（ロス・H・スペンサー、早川文庫） 1983.7
- 『おれに恋した女スパイ』（ロス・H・スペンサー、早川文庫） 1983.8
- 『哀愁のストレンジャー・シティ』（ロス・H・スペンサー、早川文庫） 1983.10
- 『聖なる剣を奪いとれ』（ロス・H・スペンサー、早川文庫） 1983.12
- 『怪人ホー・ホーホ博士』（ロス・H・スペンサー、早川文庫） 1984.3

### ビジネス書
- 『カーネギー話し方教室 あなたも人前で臆せず話せる』（デール・カーネギー、ダイヤモンド社） 1965
- 『GMとともに 世界最大企業の経営哲学と成長戦略』（A・P・スローン Jr.、狩野貞子,石川博友共訳、ダイヤモンド社） 1967
- 『ピーターの法則 創造的無能のすすめ』（L・J・ピーター,R・ハル、ダイヤモンド社） 1970
- 『デボノ式思考能力開発法 創造的行動への前進』（エドワード・デボノ、日本生産性本部） 1973
- 『ゼロックスとともに』（ジョン・H・デサウァー、ダイヤモンド社） 1973
- 『企業国家ITT 巨大多国籍企業の生態』（アンソニー・サンプソン、サイマル出版会） 1974
- 『銀行と世界危機』（アンソニー・サンプソン、TBSブリタニカ） 1982.2
- 『こんなことがなぜ起こる <実証>ピーターの法則』（L・J・ピーター、ダイヤモンド社） 1985.5
- 『プロフェッショナル・マネジャー わが実績の経営』（ハロルド・ジェニーン,アルヴィン・モスコー、早川書房） 1985.11
- 『ピーターのピラミッド法則 なぜ組織は無能化するのか』（L・J・ピーター、ダイヤモンド社） 1986.10